# Steroid

Đánh chữ vòng theo đề nghị của IUPAC (trái) và đánh số nguyên tử (phải) của cholestane, một khung steroid prototype. Bốn vòng A-D từ nhân gonane của steroid.

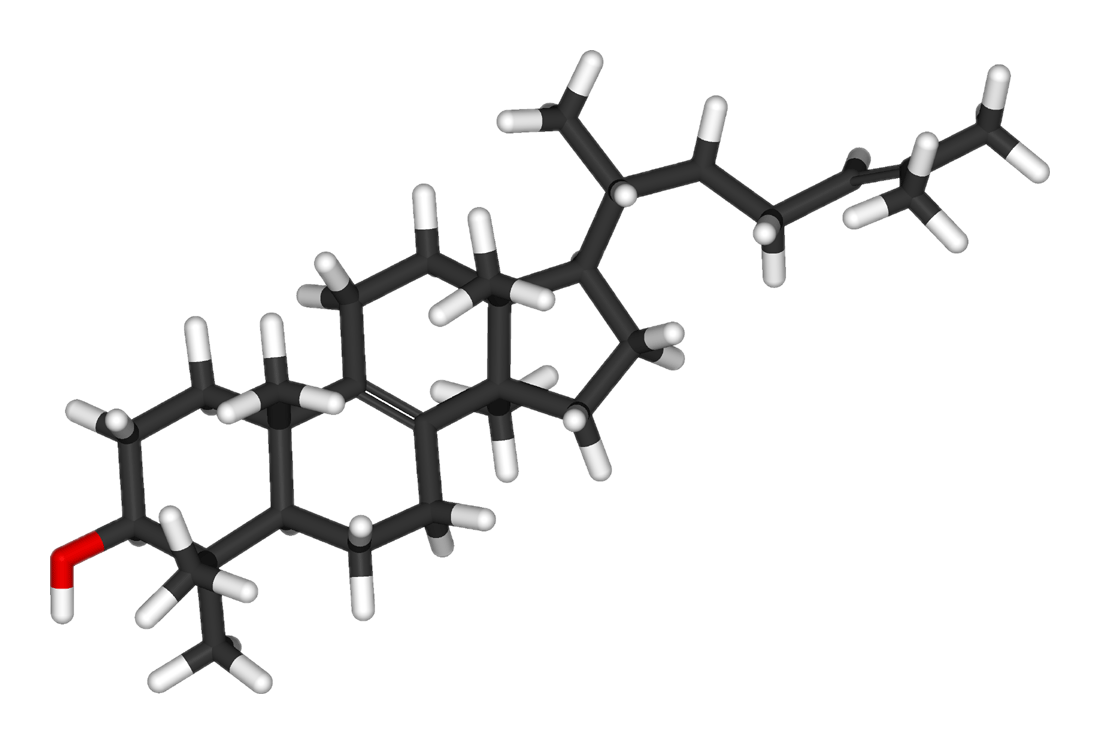
Mô hình que của steroid lanosterol. Số cácbon (30) phản ánh nguồn gốc triterpenoid của nó.

Steroid là một loại hợp chất hữu cơ có chứa một sự sắp xếp đặc trưng của bốn vòng cycloalkane được nối với nhau. Ví dụ về các steroid bao gồm các chất béo ăn cholesterol, hormon sinh dục estradiol và testosterone, và thuốc chống viêm dexamethasone. Lõi của steroid bao gồm 17 nguyên tử cacbon liên kết với nhau mang hình thức của bốn vòng hợp nhất: ba vòng cyclohexane (được xem như là vòng A, B, và C trong hình bên phải) và một vòng cyclopentane (vòng D). Các steroid khác nhau đối với từng nhóm chức năng gắn liền với cốt lõi bốn vòng và oxy hóa của các vòng.
Steroid là các hợp chất chất béo hữu cơ hòa tan có nguồn gốc tự nhiên hoặc tổng hợp, có công thức từ 17 nguyên tử cacbon sắp xếp thành 4 vòng và bao gồm cả các sterol và axit mật, thượng thận, và kích thích tố giới tính. Một số steroid có nguồn gốc thiên nhiên như: hợp chất digitalis, và các tiền chất của một số loại vitamine nhất định. Steroid rất đa dạng và phong phú, bao gồm các hình thức của một số loại vitamine D, digitalis, sterol (ví dụ: cholesterol) và các axit mật. 
Các sterol là các dạng đặc biệt của các steroid, với một nhóm hydroxyl tại vị trí-3 và một khung lấy từ cholestane.
Hàng trăm steroid riêng biệt được tìm thấy ở thực vật, động vật và nấm. Tất cả các steroid được sản xuất ở các tế bào từ các sterol lanosterol (động vật và nấm) hoặc từ cycloartenol (thực vật). Cả lanosterol và cycloartenol lấy từ cyclization của triterpene squalene.